# Jürgen Beneke
Jürgen Beneke (* 23. Februar 1972) ist ein ehemaliger deutscher Radsportler in der Mountainbike-Disziplin Downhill. Er gewann 1993 den ersten Weltcup in dieser Disziplin.

## Werdegang
Beneke begann als Zwölfjähriger mit dem Radsport, ursprünglich in den Disziplinen Straße und Radcross. 1992 entdeckte er das Mountainbike und entschied bei der Tour-de-Suisse der Mountainbiker alle Etappen für sich. Im Jahr darauf entschied er die erste Austragung des Downhill-Weltcups für sich, was allerdings sein größter internationaler Erfolg bleiben sollte.
In den folgenden Jahren wurde Beneke dreimal Deutscher Meister, und im Weltcup entschied er vier Einzelrennen für sich. In der Gesamtwertung des Downhill-Weltcups erreichte er zweimal den zweiten Platz. Er wurde Vize-Europameister, siegte bei den X-Games und den US-amerikanischen Meisterschaften, allerdings blieben ihm Medaillen bei Mountainbike-Weltmeisterschaften verwehrt.
Im Jahr 2000, im Alter von 28 Jahren, beendete Jürgen Beneke seine Karriere. Angeregt durch ein Engagement in einem Werbespot startete er 2007 ohne Training nochmals bei einem Weltcup-Rennen in Kanada, bei dem er 17. wurde.

## Erfolge
- UCI Mountainbike-Weltcup-Gesamtwertung Downhill 1993
- UCI Mountainbike-Weltcup-Gesamtwertung 1994, 1997
- Europameisterschaft Mountainbike Downhill 1996
- Deutsche Meisterschaft Downhill 1994, 1995, 1996
- Reebok Eliminator, 1994
- Winter X-Games, „Speed Race“,1997
- NORBA US-Meisterschaft Downhill 1999